# Conus hepaticus
Conus hepaticus é uma espécie de gastrópode do gênero Conus, pertencente à família Conidae.